# 1047년

## 연호
- 북송(北宋) 경력(慶曆) 7년
- 요(遼) 중희(重熙) 16년
- 일본(日本) 에이쇼(永承) 2년
- 서하(西夏) 천수예법연조(天授禮法延祚) 10년
- 리 왕조(李朝) 티엔깜타인부(天感聖武) 4년

## 기년
- 고려(高麗) 문종(文宗) 원년
- 북송(北宋) 인종(仁宗) 25년
- 요(遼) 흥종(興宗) 17년
- 서하(西夏) 경종(景宗) 16년
- 리 왕조(李朝) 태종(太宗) 20년

## 탄생
- 고려 12대 국왕 순종